# Столярчук, Юрий Васильевич
Юрий Васильевич Столярчук (укр. Юрій Васильович Столярчук; род. 8 сентября 1962, г. Тетиев , Украина) — государственный советник юстиции 3-го класса, заместитель Генерального прокурора Украины с 1 апреля 2015 г.

## Образование
После окончания в 1979 году Тетиевской средней школы работал рабочим Тетиевского быткомбината, инспектором Тетиевской инспекции Госстраха.
В 1981 году поступил в Харьковский юридический институт имени Ф. Э. Дзержинского, который закончил в 1985 году.

## Карьера[1]
- В 1987 г. — Начал трудовую деятельность в органах прокуратуры помощником прокурора Советского района г. Киев.
- С ноября 1987 г. по август 1992 г. — следователь прокуратуры Советского района г. Киев.
- С августа 1992 г. по ноябрь 1993 г. — старший следователь прокуратуры Советского района г. Киев.
- С ноября 1993 г. по июль 1994 г. — заместитель прокурора Киевской прокуратуры по надзору за соблюдением законов на предприятиях оборонной промышленности.
- С июля 1994 г. по февраль 1996 г. — заместитель Киевского межобластного спецпрокурора.
- С февраля 1996 г. по февраль 1998 г. — начальник следственного отдела прокуратуры г. Киев.
- С февраля по август 1998 г. — заместитель прокурора Киева — начальник следственного управления.
- С августа по декабрь 1998 г. — заместитель начальника управления — начальник отдела надзора за соблюдением законов при проведении следствия органами прокуратуры прокуратуры г. Киев.
- С декабря 1998 г. по январь 1999 г. — и. о. заместителя начальника отдела надзора за соблюдением законов при производстве следствия органами прокуратуры прокуратуры г. Киев.
- С января по июнь 1999 — прокурор отдела надзора за соблюдением законов органами внутренних дел и налоговой милиции при осуществлении оперативно-розыскной деятельности, дознания и досудебного следствия прокуратуры г. Киев.
- С июня 1999 г. по июнь 2001 г. — прокурор отдела надзора за соблюдением законов специальными подразделениями по борьбе с организованной преступностью прокуратуры г. Киев.
- С июня 2001 г. по июль 2002 г. — прокурор отдела надзора за исполнением законов спецподразделениями и другими государственными органами, ведущими борьбу с организованной преступностью и коррупцией управления надзора за законностью оперативно-розыскной деятельности, дознания и досудебного следствия прокуратуры г. Киев.
- С июля 2002 г. по февраль 2004 г. — заместитель начальника управления по расследованию особо важных дел Главного следственного управления Генеральной прокуратуры Украины.
- В феврале 2004 г. — Уволился из органов прокуратуры по собственному желанию в связи с выходом на пенсию за выслугу лет.
- В июле 2014 г. — заместитель начальника Главного управления надзора в уголовном производстве Генеральной прокуратуры Украины. Назначен приказом Генерального прокурора Украины.
- В феврале 2015 г. — первый заместитель начальника Главного следственного управления Генеральной прокуратуры Украины.
- С 1 апреля 2015 г. — заместитель Генерального прокурора Украины (приказ Генерального прокурора Украины от 31 марта 2015 № 525 ц).

Утвержден членом коллегии Генеральной прокуратуры Украины.

## Дело Гонгадзе[2]
Юрий Столярчук раскрыл убийство журналиста Георгия Гонгадзе. Он был следователем по делу и руководил группой при задержании генерала Пукача, который признался в убийстве журналиста. Именно в кабинете Столярчука впервые задержали Пукача. Это произошло в октябре 2003-го. Тогда Пукачу инкриминировали уничтожение документов службы внешнего наблюдения, которая следила за Гонгадзе.
Адвокат жены погибшего Мирославы Гонгадзе Валентина Теличенко рассказала о Столярчука: «На допросе в суде один из свидетелей, допрашиваемый много раз, заявил, что следователь Юрий Столярчук был первым, кто не задавался целью собрать негатив о Георгии Гонгадзе, а интересовался фактическими обстоятельствами; первый, кто не был предвзятым».

## Борьба с контрафактом[5]
1 марта 2016 при участии Департамента по расследованию и надзора по уголовным процессах в сферах государственной службы и собственности Генеральной прокуратуры Украины, руководство которым осуществляет Юрий Столярчук, был задержан один из крупнейших партий контрафактных сигарет на сумму более 4 млн грн, изготовленных в так называемой «ДНР».
При проведении неотложных следственных мероприятий задержан автомобиль марки «УРАЛ» с полуприцепом, который двигался в столицу, под управлением и сопровождением сотрудников полка патрульной службы полиции особого назначения «Киев» ГУ ЧП в г. Киеве, в котором обнаружено и изъято подакцизные товары — сигареты в количестве около 400 тыс. пачек на сумму более 4 млн грн. по данному факту возбуждено уголовное производство по ст. 204 УК Украины (незаконное хранение и транспортировка с целью сбыта подакцизных товаров).

## Борьба с незаконным оборотом оружия[6]
Департаментом по расследованию и надзора по уголовным процессам в сферах государственной службы и собственности ГПУ, руководство которым осуществляет Юрий Столярчук, при поддержке Главной военной прокуратуры Украины, 25 февраля 2016 проведена спецоперация с целью изъятия незаконно хранящегося оружия и боеприпасов в зоне проведения АТО.
В результате было изъято один из крупнейших арсеналов тяжелого вооружения за последние годы: 65 кг тротила, патроны 14,5 — 112 цинковых ящиков, 196 ящиков, 3610 шт; патроны 12,7- 64 ящика; патроны 7,62 х 54 — 19 ящиков, 1464 шт; патроны 30 мм 670 шт, 27 ящиков; ПТУР 7 шт, пусковая установка; противотанковые мины ТМ62м — 29 шт; противопехотные мины МОН50 — 6 шт; ВОГ 17м — 480 шт; противотанковые мины КУЗ — 14 шт, ОЗМ 72 — 6 шт; кумулятивный устройство К35 — 4 шт; 20 кг пластида; выстрелы к РПГ 7 — 98 шт.

## Арест главы Апелляционного суда Киева
Главным следственным управлением Генеральной прокуратуры Украины под общим руководством заместителя Генерального прокурора Юрия Столярчука была реализована беспрецедентная операции по проведению обысков и сообщения о подозрении председателю Апелляционного суда. Киева А. Чернушенко в совершении тяжких уголовных преступлений, предусмотренных ч. 2 ст. 376-1 (незаконное вмешательство в работу автоматизированной системы документооборота суда) и ч. 2 ст. 375 (вынесение судьей заведомо неправосудных судебных решений) УК Украины.
По результатам обыска помещений Апелляционного суда города Киева были изъяты деньги, серверы и компьютерное оборудование, на которых находилась база автоматизированной системы документооборота суда, а также установлены систематические факты незаконного вмешательства в автоматизированные системы суда со стороны должностных лиц Апелляционного суда города Киева, в том числе - со стороны судей.

30 июня 2015 Верховная Рада дала согласие на задержание и арест судьи Апелляционного суда города Киева А. Чернушенко по представлению Генерального прокурора Украины, которое было поддержано и внесено Председателем Верховного Суда Украины. За принятие соответствующих решений проголосовало 276 и 273 народных депутата.

## Личная жизнь
Женат. Имеет двоих детей.

## Награды и взыскания
За добросовестную службу в органах прокуратуры неоднократно поощрялся Генеральным прокурором Украины. Имеет звание почетного работника прокуратуры Украины.
По случаю Дня Соборности Украины получил государственную награду «Заслуженный юрист Украины» (указ Президента Украины № 18 / 2016).
22 ноября 2017 Квалификационно-дисциплинарная комиссия прокуроров привлекла Ю.Столярчука к дисциплинарной ответственности и объявила ему выговор, установив, что заместитель Генерального прокурора Ю.Столярчук превысил предоставленные законом полномочия, противоправно закрыл уголовное производство и незаконно вмешивался в деятельность прокуроров и следователей.
Противоправность действий Ю.Столярчука установлена Печерским районным судом города Киева.